# Caldecote, Huntingdonshire
Caldecote är en by i civil parish Denton and Caldecote, i distriktet Huntingdonshire, i grevskapet Cambridgeshire i England. Byn är belägen 19 km från Huntingdon. Caldecote var en civil parish fram till 1935 när blev den en del av Denton and Caldecote. Civil parish hade 27 invånare år 1931. Byn nämndes i Domedagsboken (Domesday Book) år 1086, och kallades då Caldecote.